# Lubomír Štrougal
Lubomír Štrougal (Veselí nad Lužnicí, 19 ottobre 1924 – 6 febbraio 2023) è stato un politico cecoslovacco, primo ministro dal 28 gennaio 1970 al 12 ottobre 1988.

## Biografia
Dopo aver studiato all'Università Carolina di Praga, aderì al Partito Comunista della Cecoslovacchia e verso la fine degli anni '50 diventa membro del comitato centrale.
Ministro dell'Agricoltura dal 1959 al 1961 e successivamente Ministro dell'Interno dal 1961 al 1965, nel 1968 venne nominato vice-primo ministro.
Durante la primavera di Praga si oppone all'occupazione della Cecoslovacchia da parte delle forze del Patto di Varsavia ma in seguito diventerà uno dei principali esponenti del regime di Gustáv Husák fino ad essere nominato primo ministro nel gennaio 1970.
Nel 1988 a causa di dissidi con il presidente del partito Miloš Jakeš si dimise e durante la rivoluzione di velluto venne espulso dal partito comunista.
Accusato di aver coperto i crimini della StB (in ceco Státní bezpečnost) – i servizi di intelligence interni cecoslovacchi – dal 1948 al 1949, nel 2002 verrà assolto per insufficienza di prove.
È morto il 6 febbraio 2023 all'età di 98 anni.